# Tafelberggroep

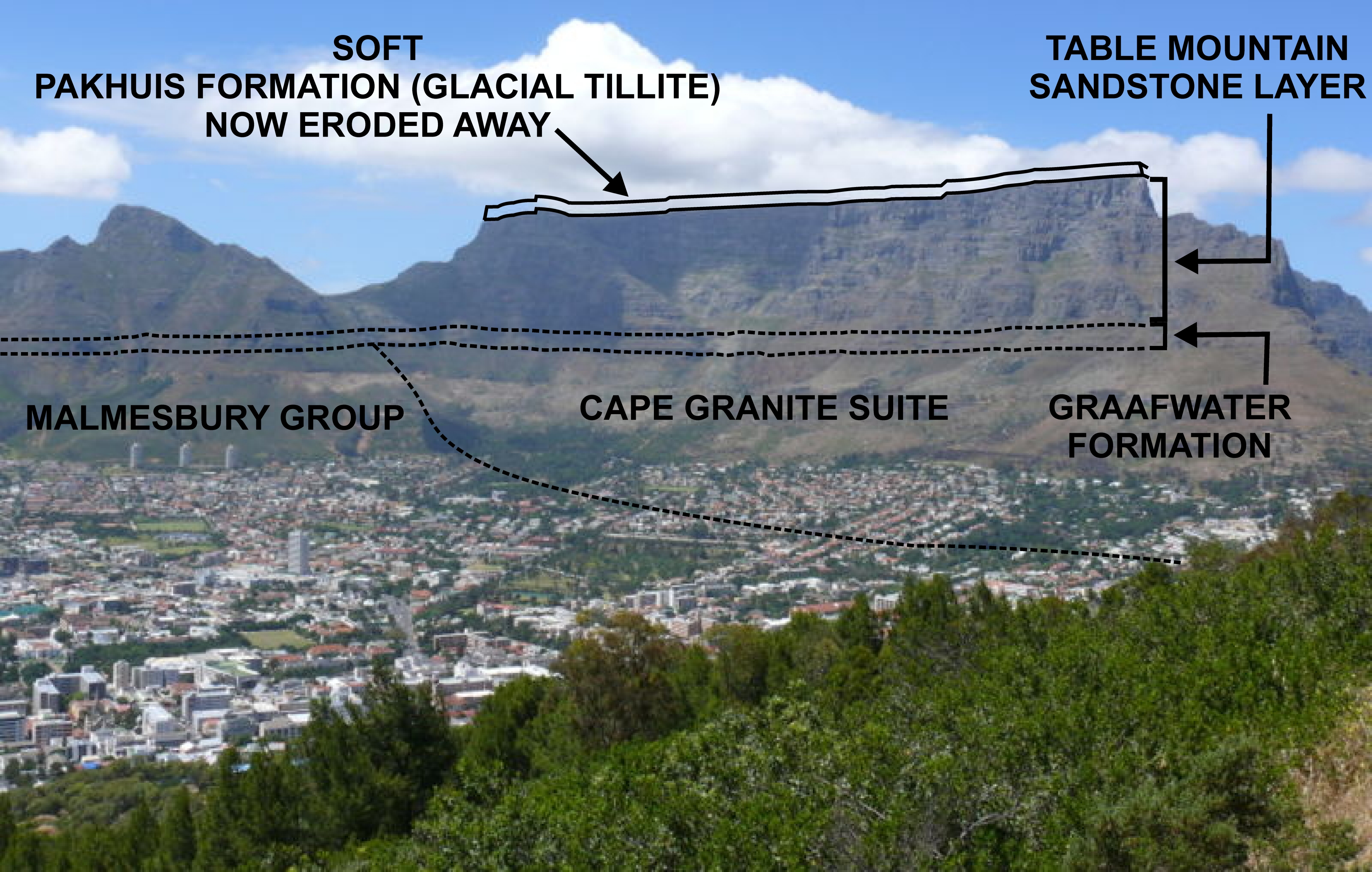
Geologie van de Tafelberg

De Tafelberggroep is een groep geologische formaties in Zuid-Afrika. Het is onderdeel van de Kaapse Supergroep. De sedimenten uit de Tafelberggroep dateren uit het Ordovicium.

## Locatie en ouderdom
De Tafelberggroep werd afgezet op de bodem van de Agulhaszee, een overstroomd riftdal tussen Afrika, het plateau van de Falkland-eilanden en Antarctica. De Tafelberggroep komt in de Zuid-Afrikaanse provincie Westkaap aan de oppervlakte, onder meer in het gebied van de Tafelberg. De groep omvat de Graafwater-, Peninsula-, Pakhuis- en Cedarberg-formaties, die uit zandsteen bestaat. Fossielen zijn gevonden in de circa 445 miljoen jaar oude Soom-laag van de Cedarberg-formatie.

## Fauna
De Soom-laag geldt als een Lagerstätte met zeer goed bewaard gebleven fossielen uit het Hirnantien. De mariene fauna van de Agulhaszee tijdens het Hirnantien bestond uit kaakloze vissen zoals Promissum en Notiodella uit de Conodonta, zeeschorpioenen zoals Onychopterella, trilobieten en nautilussen. De Agulhaszee was in deze periode een ondiepe en koude zee.
Tafelberggroep · Bokkeveldgroep · Witteberggroep